# 天徳 (前李朝)
天徳（てんとく）はベトナムの前李朝万春国を建国した李賁が使用した元号。544年 - 548年。大徳とも表記される。

## 西暦等との対照表
| 天徳 | 元年     | 2年      | 3年                 | 4年                | 5年     |
| 西暦 | 544年    | 545年    | 546年               | 547年              | 548年   |
| 干支 | 甲子     | 乙丑     | 丙寅                | 丁卯               | 戊辰    |
| 梁   | 大同10年 | 大同11年 | 大同12年 中大同元年 | 中大同2年 太清元年 | 太清2年 |